# Alexander R. Bolling

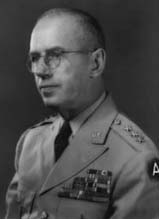
Alexander R. Bolling

Alexander Russell Bolling (* 28. August 1895 in Philadelphia, Pennsylvania; † 4. Juni 1964 in Satellite Beach, Brevard County, Florida) war ein Generalleutnant der United States Army. Er kommandierte unter anderem die 3. Armee.
In den Jahren 1915 und 1916 besuchte Alexander Bolling die United States Naval Academy in Annapolis in Maryland. Er brach diese Ausbildung allerdings ab, um dem US-Heer beizutreten. Als Leutnant wurde er nach Fort Bliss in Texas entsandt. Von dort aus nahm er ab 1916 an der Mexikanischen Expedition teil. Nach seiner Beförderung zum Hauptmann wurde er während des Ersten Weltkriegs auf dem europäischen Kriegsschauplatz eingesetzt. Dort war er als Kompanieführer im 4. Infanterieregiment direkt an Kampfhandlungen beteiligt.
Im weiteren Verlauf seiner militärischen Karriere durchlief er alle weiteren Offiziersränge bis zum Generalleutnant. In den Jahren zwischen den beiden Weltkriegen versah er den für Offiziere üblichen Dienst in verschiedenen Einheiten und Standorten. Im Jahr 1933 absolvierte er die Infantry School. Zwei Jahre später folgte sein Abschluss am Command and General Staff College und 1938 das United States Army War College.
In den Jahren 1940 bis 1943 war Bolling Stabsoffizier (Assistant Chief of Staff) bei den Army Ground Forces. Anschließend gehörte er bis 1944 als Assistant Commanding General dem Stab der 8. Infanteriedivision an. Von Juni 1944 bis Januar 1946 war Bolling kommandierender General der 84. Infanteriedivision. Mit dieser Division nahm er an der Endphase des Zweiten Weltkriegs auf dem europäischen Kriegsschauplatz teil. Seine Division war im Juni 1944 am Omaha Beach gelandet und drang anschließend durch Nordfrankreich, Belgien und die Niederlande nach Deutschland vor. Sie war auch an der Abwehr der deutschen Ardennenoffensive beteiligt. Im Frühjahr 1945 drang sie in Nordwestdeutschland über Bielefeld bis nach Hannover vor. Am 13. April wurde die Elbe erreicht. Auf ihrem Vormarsch befreite Bollings Division auch zwei Außenstellen des KZ Neuengamme.
In den Jahren 1946 und 1947 erfüllte Alexander Bolling Generalstabsaufgaben bei den in Europa stationierten Truppen. Von 1949 bis 1952 war er Stabsoffizier im Nachrichtenwesen (G2) im Pentagon. Am 22. August 1952 wurde er Kommandeur der 3. Armee. Damit löste er William A. Beiderlinden ab, der dieses Amt seit Mai 1952 kommissarisch bekleidet hatte. Diese Armee war hauptsächlich mit Ausbildungsaufträgen betraut. Nachdem er sein Kommando am 31. Juli 1955 an Thomas F. Hickey übergeben hatte, ging er in den Ruhestand.
Er war mit Josephine Hoyer (1884–1987) verheiratet. Aus dieser Ehe ging unter anderem der Sohn Alexander Russell Bolling Jr. (1922–2011) hervor, der in der Armee bis zum Generalmajor aufstieg. Der ältere Alexander Bolling starb am 4. Juni 1964 in Florida und wurde auf dem Nationalfriedhof Arlington beigesetzt.

## Orden und Auszeichnungen
Alexander Bolling erhielt im Lauf seiner militärischen Laufbahn unter anderem folgende Auszeichnungen:
- Distinguished Service Cross
- Army Distinguished Service Medal (2-Mal)
- Silver Star
- Legion of Merit
- Bronze Star Medal
- Purple Heart
- Combat Infantryman Badge

Hinzu kamen noch zahlreiche ausländische Auszeichnungen.